# توماس لوولد
توماس لوولد (انگلیسی: Thomas Løvold؛ زادهٔ ۲۷ ژانویهٔ ۱۹۸۱) ورزشکار کرلینگ اهل نروژ است.